# Saccharomycetales
Saccharomycetales Kudryavtsev – rząd grzybów należący do klasy Saccharomycetes, którego typem nomenklatorycznym jest Saccharomyces.

## Systematyka
Rząd Saccharomycetales został utworzony przez Władimira Kudriawcewa w pierwszym tomie „Die Systematik der Hefen” w 1960 r.
Według aktualizowanej klasyfikacji Index Fungorum bazującej na Dictionary of the Fungi do rzędu Saccharomycetales należą:
- rodzina Alloascoideaceae C.P. Kurtzman & C.J. Robnett 2013
- rodzina Ascoideaceae J. Schröt. 1894
- rodzina Cephaloascaceae L.R. Batra 1973
- rodzina Debaryomycetaceae Kurtzman & M. Suzuki 2010
- rodzina Dipodascaceae Engl. & E. Gilg 1924
- rodzina Endomycetaceae J. Schröt. 1893
- rodzina Eremotheciaceae Kurtzman 1995
- rodzina Lipomycetaceae E.K. Novák & Zsolt 1961
- rodzina Metschnikowiaceae T. Kamieński 1899
- rodzina Saccharomycetaceae G. Winter 1880
- rodzina Saccharomycodaceae Kudryavtsev 1960
- rodzina Saccharomycopsidaceae Arx & Van der Walt 1987
- rodzina Trichomonascaceae Kurtzman & Robnett 2007
- rodzina Trigonopsidaceae M.A. Lachance & C.P. Kurtzman 2013
- rodzina Wickerhamomycetaceae Kurtzman, Robnett & Bas.-Powers 2008
- rodziny Incertae sedis[2].